# Deimantė Cornette
Deimantė Cornette (* 22. Februar 1989 als Deimantė Daulytė in Šiauliai, Litauische SSR) ist eine litauische Schachspielerin, die seit 2009 Großmeisterin der Frauen (WGM) und seit 2014 außerdem Internationaler Meister (IM) ist. Seit 2021 spielt sie für den französischen Schachbund.

## Leben
Das Schachspielen lernte Deimantė Daulytė von ihrem Vater, als sie sieben Jahre alt war. Sie besuchte die Dubysa-Sportschule in Šiauliai, an der sie auch im Schachsport gefördert wurde. Schachtraining erhielt sie unter anderem von Renata Turauskienė, Gediminas Rastenis und Vaidas Sakalauskas. 2007 machte sie ihr Abitur am Julius-Janonis-Gymnasium Šiauliai. An der Humanwissenschaftlichen Fakultät der Universität Šiauliai machte sie 2011 einen Bachelor-Abschluss. Seit 2012 studierte sie an der Mykolas-Romeris-Universität in Vilnius. Sie ist verheiratet mit dem französischen Großmeister Matthieu Cornette.

## Erfolge

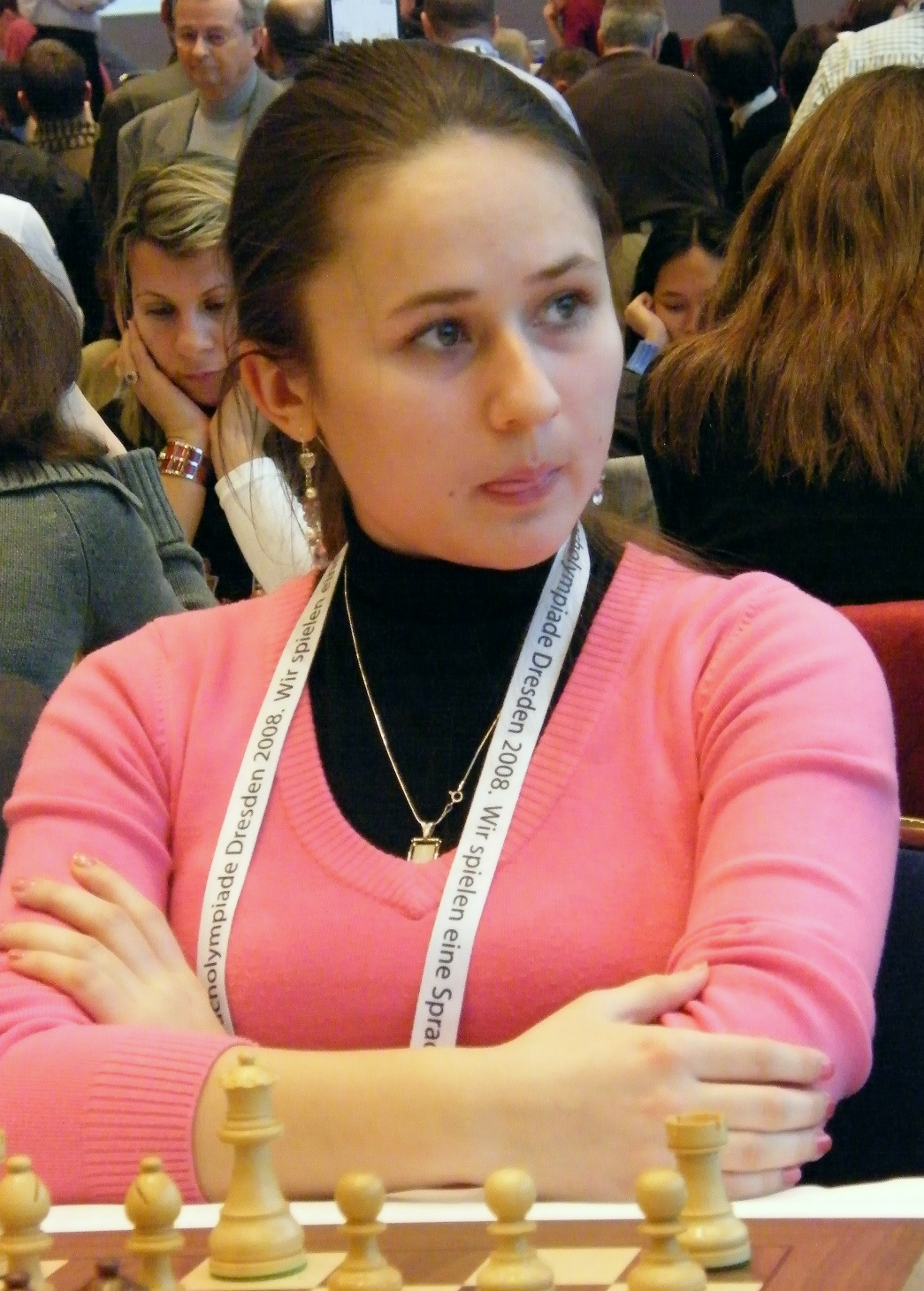
Deimantė Daulytė, 2008 in Dresden

Deimantė Daulytė war mehrfache Medaillengewinnerin der litauischen Jugendmeisterschaften in verschiedenen Altersklassen, einschließlich Gold in den Jahren 2007, 2008 und 2009 (alle in der Klasse bis 20 Jahre). Immer wieder vertrat sie die nationalen Farben bei den Europameisterschaften der Mädchen. Ihren größten Erfolg hatte sie 2005 in Herceg Novi, als sie die Bronzemedaille in der Jugendeuropameisterschaft U16 gewann. Dreimal (2006, 2007, 2008) gewann sie Gold bei den Einzelmeisterschaften der litauischen Frauen.
Mit der litauischen Frauenmannschaft nahm sie 2006, 2008 in Dresden, 2010, 2012, 2014, 2016 und 2018 an der Schacholympiade teil, dabei erreichte sie 2016 das drittbeste Einzelergebnis am zweiten Brett. Außerdem nahm sie fünfmal (2005, 2007, 2011, 2013 und 2015) an Mannschaftseuropameisterschaften der Frauen teil. 2005 gewann sie in Göteborg eine Silbermedaille in der Einzelwertung an Brett 4.
Im Jahr 2006 erreichte sie einen dritten Platz hinter Tatjana Grabusowa und Tatjana Fomina im Frauenwettbewerb des Paul Keres Gedenkturnier in Tallinn. 2006 wurde Daulytė zum Internationalen Meister der Frauen (WIM) ernannt, die erforderlichen Normen erfüllte sie bei der Mannschaftseuropameisterschaft der Frauen 2005, beim 16. Schachfestival 2005/2006 in Krakau und im Januar 2006 beim Frauenwettbewerb des Paul Keres Gedenkturnier in Tallinn. Die Normen für den WGM-Titel erfüllte sie im Jahr 2008 bei einem offenen Turnier in Stockholm und bei der Schacholympiade 2008 in Dresden.
Im August 2014 wurde Daulytė zum Internationalen Meister ernannt, nachdem sie beim 26. Open in Cappelle-la-Grande im Februar 2010, beim 9. Open in Vandœuvre-lès-Nancy im Januar 2013, bei der europäischen Einzelmeisterschaft der Frauen in Belgrad im Juli 2013, bei der Mannschaftseuropameisterschaft der Frauen im November 2013 in Warschau und beim 30. Open in Cappelle-la-Grande im März 2014 IM-Normen erfüllte.
Von der Saison 2011/12 bis zur Saison 2013/14 spielte sie in der Deutschen Schachbundesliga der Frauen für die SF 1891 Friedberg, seit der Saison 2014/15 spielt sie in dieser Klasse für den SK Schwäbisch Hall.
In Frankreich spielte Daulytė bis 2014 für den Club d’Echecs d’Annemasse, mit dem sie 2014 die französische Mannschaftsmeisterschaft der Frauen gewann, danach bis 2016 für Montpellier Echecs und seit 2017 für C.E.M.C. Monaco, mit dem sie 2019 die französische Mannschaftsmeisterschaft der Frauen gewann. In Belgien spielt sie seit 2014 für die Mannschaft von L’Echiquier Amaytois (seit 2018 L’Echiquier Mosan), mit der sie 2015 die belgische Mannschaftsmeisterschaft gewann; am European Club Cup der Frauen nahm sie 2008 mit ŠK Panevėžys, 2013 mit MRU Vilnius Fortas und 2018 mit dem Turniersieger Cercle d’Echecs de Monte-Carlo teil. In der britischen Four Nations Chess League spielte Daulytė in der Saison 2015/16 in der Division 2 und in der Saison 2018/19 in der Division 1 (der höchsten Spielklasse) für die Mannschaft der Celtic Tigers, in der chinesischen Mannschaftsmeisterschaft 2017 für Chengdu und in der spanischen Mannschaftsmeisterschaft 2018 für Ajoblanco Extremadura.
Im März 2016 belegt Deimantė Daulytė hinter Viktorija Čmilytė den zweiten Platz in der litauischen Eloliste der Frauen und den zwölften Platz in der gesamten litauischen Rangliste.